# Договор в Аберконуи

Гвинед после договора в Аберконуи
Гвинед, княжество Лливелина ап Грифида
Земли Давида ап Грифида
Земли, навсегда переданные английской короне

Договор в Аберконуи был заключён 10 ноября 1277 года королём Англии Эдуардом I и Лливелином Последним, став итогом произошедшего ранее в том же году вторжения Эдуарда на земли Ллевелина. Договор гарантировал мир между ними, а также, по существу, гарантировал, что валлийское самоуправление прекратится после смерти Лливелина, и представлял собой завершение первого этапа завоевания Уэльса Эдуардом I.

## Предпосылки
Лливелин, желая укрепить свои связи с королевской семьёй, стремился заключить брак с Элеонорой де Монфор, дочери Симона де Монфора и двоюродной сестре короля. Они поженились по доверенности в 1275 году, но когда Элеонора отплыла из Франции, Эдуард I нанял пиратов, чтобы захватить её корабль, и заточил её в Виндзорском замке.
Эдуард I , недавно взошедший на престол, рассматривл Лливелина как угрозу и поэтому не одобрял идеи его брака с дочерью де Монфора, бывшего угрозой для правления его предшественника. Король также несколько раз вызывал Лливелина предстать перед ним, от чего тот отказывался мотивируя это тем, что он не будет в безопасности при королевском дворе.
В 1276 году Эдуард I объявил Лливелина мятежником и собрал огромную армию, чтобы выступить против него. К лету 1277 года английская армия достигла центра Гвинеда. Люди короля конфисковали урожай в Англси, что лишило Лливелина и его сторонников еды и вынудило сдаться.

## Договор
Результатом стал договор в Аберконуи, гарантировавший мир в Гвинеде в обмен на несколко тяжёлых уступок со стороны Лливелина, в том числе ограничение его власти землями к западу от реки Конуи, в то время как земли к востоку были переданы его брату, Давиду ап Грифиду, с которым он ранее боролся за контроль над Уэльсом. Лливелину был оставлен его новый титул принца Уэльского — но большинство мелких валлийских правителей, присягнувших ему на верность, больше не признавали его своим повелителем. После подписания договора Эдуард I начал строительство нескольких крепостей на подходе к Гвинеду: в Аберистуите, Билте, Флинте и Рудлане.

## Последствия
После подписания договора Лливелин стемиля укрепить оставшуюся у него власть. Он присягнул на верность Эдуарду I, который в свою очередь дал согласие на брак Лливелина. В 1278 году Лливелин и Элеонора де Монфор обвенчались в Вустерском соборе, Эдуард I присутствовал на свадьбе.